# Эдельштейн, Виталий Иванович
Виталий Иванович Эдельште́йн (17 (29) апреля 1881, Казань — 1 августа 1965, Москва) — советский учёный-овощевод, почётный член ВАСХНИЛ (1956), Герой Социалистического Труда (1961).

## Биография

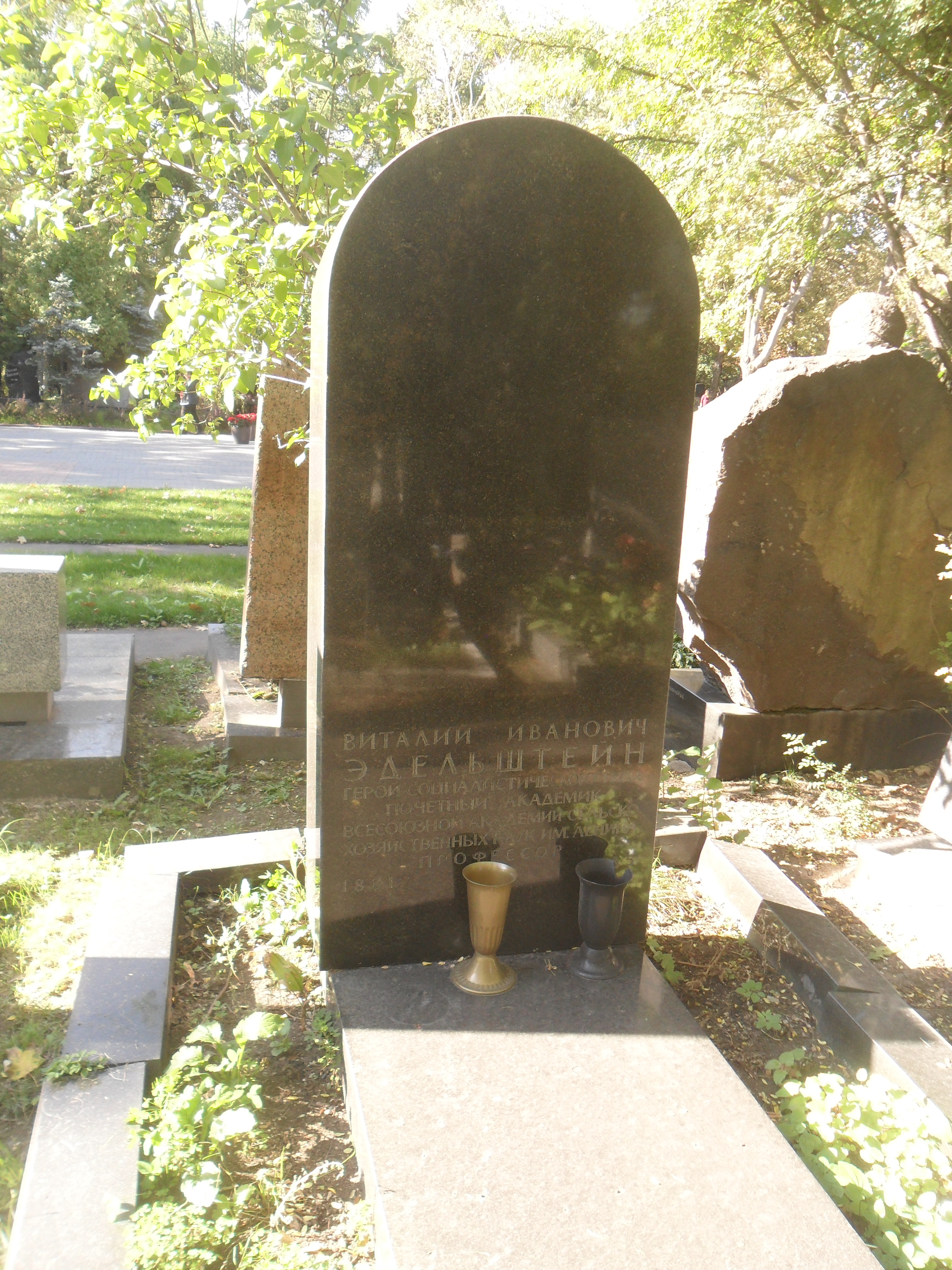
Могила Эдельштейна на Новодевичьем кладбище Москвы

Родился в семье мещанина (впоследствии купца второй гильдии) Ивана Алексеевича Эдельштейна (1842—1915), крещёного еврея-кантониста, и Анны Емельяновны Эдельштейн (в девичестве Абрамовой). В 1902 году после окончания Петербургского лесного института, до 1907 года работал в нём на кафедре ботаники.
В 1907—1913 годах — преподаватель Уманского земледельческого училища, затем заведующий Тульской садово-огородной станцией. С 1916 года — профессор кафедры садоводства и огородничества Московского сельскохозяйственного института (ныне Российский государственный аграрный университет — МСХА имени К. А. Тимирязева). В 1918 году при Московском сельскохозяйственном институте была основана садово-огородная станция, заведование которой было поручено инициатору её организации — В. И. Эдельштейну. В 1927—1934 годах принимал участие в составлении «Технической энциклопедии» в 26-и томах под редакцией Л. К. Мартенса, автор статей по тематике «садоводство».
Принимал активное участие в организации Всероссийского научно-исследовательского института овоществодства (ВНИИО) — ныне филиал Федерального государственного бюджетного научного учреждения «Федеральный научный центр овощеводства» (ФГБНУ ФНЦО) —, где работал заместителем директора по науке.
В 1955 году подписал «Письмо трёхсот».
Его ученики возглавляли кафедры овощеводства и плодоовощеводства в вузах страны — М. В. Алексеева (ВСХИЗО), М. А. Панов, Г. И. Тараканов (МСХА им. К. А. Тимирязева), В. Я. Борисов (Крымский СХИ), А. Н. Папонов (Пермский СХИ), Л. А. Никонов (Великолукский СХИ) и др. Им подготовлены тысячи агрономов, овощеводов.
Автор более 500 работ по биологии овощных растений, технологии их возделывания, способам получения рассады.

## Семья
Жена Ольга Федоровна
Сын Владимир Витальевич 
Внук Борис Владимирович

## Награды и звания
- Герой Социалистического Труда (05.05.1961)
- три ордена Ленина

1. 16.10.1951
2. 14.5.1956 — за плодотворную научно-педагогическую деятельность, в связи с 70-летием со дня рождения
3. 5.5.1961 — к званию Герой Социалистического Труда

- орден «Знак Почёта» (06.12.1940) — «в ознаменование 75-летнего юбилея Московской ордена Ленина Сельскохозяйственной Академии имени К. А. Тимирязева, за выдающиеся заслуги в деле развития сельскохозяйственных наук и подготовки высококвалифицированных специалистов сельского хозяйства»
- медаль «За трудовую доблесть» (25.12.1952)
- другие медали
- Сталинская премия второй степени (1946) — за учебник «Овощеводство» (1944)

Являлся почётным академиком ВАСХНИЛ, почётным доктором Университета им. Гумбольдта в Германии, почётным доктором Института садоводства в Будапеште (Венгрия).